# Ompok goae
Ompok goae és una espècie de peix de la família dels silúrids i de l'ordre dels siluriformes.

## Distribució geogràfica
Es troba a l'Índia.